# Narku
Narku (nep. नर्खु) – gaun wikas samiti w zachodniej części Nepalu w strefie Karnali w dystrykcie Dolpa. Według nepalskiego spisu powszechnego z 2001 roku liczył on 230 gospodarstw domowych i 1213 mieszkańców (571 kobiet i 643 mężczyzn).